# مسجد ومدرسة مشير السلطنة
مسجد ومدرسة مشير السلطنة هو مسجد ومدرسة تاريخي يعود إلى عصر القاجاريون، ويقع في طهران.